# 冰原歷險記4：板塊漂移
《冰河世紀4：玩轉新大陸》（英語：Ice Age 4: Continental Drift），是一部2012年上映美國電腦動畫冒險喜劇片，是藍天工作室繼2011年《里約大冒險》後的又一作品。香港與澳門於2012年7月12日上映，美國與臺灣皆於2012年7月13日上映。此電影是《冰原歷險記3：恐龍現身》的續集。電影由史提夫·馬甸奴及米克·霍美亞一同執導。為了宣傳，官方還推出了名為《大陸之所以漂移》（Scrat's Continental Crack Up）的短片，共上下兩集。
本片是該系列首部採用變形寬銀幕製作（2.35 : 1）的作品。续集《冰原歷險記5：笑星撞地球》于2016年7月15日上映。

## 劇情
《冰河世紀4：玩轉新大陸》的故事，是從鼠奎特與橡子的瘋狂追逐開始，日以繼夜，從太陽升起、下山，到月亮升起，永無止盡。在這段過程中，牽一髮而動全身，地球因為鼠奎特的瘋狂行徑，在受到小小的連鎖刺激後，原本相連的地表分裂成七大洲四大洋，導致曼尼、喜德和狄亞哥開啟了全新的大冒險。喜德的古怪阿嬤無意間也與三人一起漂流到海上，一路上要滿足她各種古怪的要求，更特別的是，這群難兄難弟還被一票海盜給堵上，讓他們的回家之旅，增添了更多意想不到的瘋狂刺激......

## 配音員
| 配音                          | 配音                                    | 配音   | 配音   | 角色                                        |
| 美國                          | 台灣                                    | 香港   | 大陸   | 角色                                        |
| ----------------------------- | --------------------------------------- | ------ | ------ | ------------------------------------------- |
| 雷·羅曼諾                     | 趙樹海                                  | 應昌佑 | 劉風   | 蠻尼（Manny），长毛象                       |
| 約翰·李古查摩                 | 唐從聖                                  | 李璨琛 | 翟巍   | 喜德（Sid），巨爪地懶                       |
| 丹尼斯·利瑞                   | 乾德門                                  | 少爺占 | 程玉珠 | 狄亞哥（Diego），斯劍虎                     |
| 西恩·威廉·史考特              | 張宇豪                                  | 陳楚鍵 |        | 可拉鼠（Crash），負鼠                       |
| 乔希·佩克                     | 蔣鐵城                                  | 黎景全 | 刘钦   | 愛迪（Eddie），負鼠                         |
| 彼特·丁拉基                   | 李英立                                  | 朱柏康 | 王肖兵 | 黑心肝船長（Captain Gutt），巨猿            |
| 旺达·塞克丝                   | 姜瑰瑾                                  | 黃文慧 | 俞紅   | 阿嬤（Granny），巨爪地懶                    |
| 珍妮弗·洛佩兹                 | 蔣篤慧                                  | 吳卓昕 | 黃鶯   | 席拉（Shira），斯劍虎                       |
| 拉蒂法女皇                    | 林美秀                                  | 官恩娜 | 狄菲菲 | 伊麗（Ellie），長毛象                       |
| 乔什·盖德                     | 馬伯強                                  | 陳楚鍵 | 吳磊   | 路易斯（Louis），鼴鼠                       |
| 琪琪·帕姆                     | 陳貞伃                                  | 溫卓妍 | 詹佳   | 水蜜桃（Peaches），長毛象                   |
| 尼克·佛洛斯特                 |                                         | 黎澤恩 |        | 肥林（Flynn），海象                         |
| 阿奇茲·安薩瑞                 |                                         | 譚健文 |        | 史怪特（Squint），古兔                      |
| 德雷克                        |                                         | 布志綸 |        | 伊森（Ethan），长毛象                       |
| 妮琪·米娜                     |                                         | 麥智鈞 |        | 史黛菲（Steffie），长毛象                   |
| 艾倫·圖克                     |                                         | 李建良 |        | 米爾頓（Milton），巨爪地懶                  |
| 艾斯特·迪恩                   |                                         | 郭碧珍 |        | 樹懶海妖（Sloth Siren），海妖               |
| 艾斯特·迪恩                   |                                         |        |        | 黑心肝船長海妖（Gutt's Siren），海妖        |
| 昆瑙·纳亚尔                   |                                         | 譚傑明 |        | 古普塔（Gupta）,孟加拉獾                    |
| 瑞贝尔·威尔森                 | 孫若瑜                                  | 鄭佩嘉 |        | 蕾茲（Raz），巨型短面袋鼠                   |
| 艾迪·皮林·索提洛              |                                         |        |        | 弗朗格斯叔叔（Uncle Fungus），巨爪地懶      |
| 樂樂·貝哈爾                   |                                         | 蘇青鳳 |        | 爾妮絲（Eunice），巨爪地懶                  |
| 阿蘭·喬巴特                   |                                         | 杜志烜 |        | 塞拉斯（Silas），藍腳鰹鳥                   |
| 海瑟·莫里斯                   |                                         | 林燕婷 |        | 凱蒂（Katie），长毛象                       |
| 克里斯·維吉                   |                                         |        | 吳磊   | 鼠奎特（Scrat），斯劍松鼠                   |
| 帕特里克·斯图尔特             |                                         |        |        | 阿里斯瓜特（Ariscratle），斯劍松鼠          |
| 阿歷薩·卡恩(英語：Alexa Kahn) |                                         |        |        | 海瑞克斯（Hyrax），蹄兔，像倉鼠一樣的小動物 |
|                               | 符爽 陳進益 沈佳瑩 林先敏 黃靖修 吳旻恩 | 林寶怡 |        |                                             |

## 反響

### 專業評價
媒体综评49分，烂番茄新鲜度37%，负面评价较多。代表性评价：“整部影片持续向你砸来各种元素，左边看去好似一部更加艳丽的“海盗团”，右边看去好像一个更加有趣的幻想系列，而实际上却是原创性的下降。”
明報的石琪給予三夥半星(五星最高)，他說：「故事見慣見熟，勝在細節豐富，熱鬧有趣。最妙是諷刺大難臨頭各自飛，癡祖母尤其好玩。雖然刻劃得不及《踢躂小企鵝》精緻，畫面設計仍然出色，玩出很多奇景和險遇。」
香港爽報的尋真給予三個讚：「《冰河世紀4》帶出老掉牙的友共情故事，如長毛象家族的family bond、主角的友誼與劍齒虎的鬥氣love story，對小朋友來講唔太艱深，且笑點密集也令大人開懷。」
頭條日報的思慧說：「今集多了好多新角色，個個性格突出，隆重介紹今集至愛的森仔婆婆，角色由《嚦咕嚦咕新年財》的劉華阿媽配音，兩者簡直PerfectMatch，對白從無廢話，句句點你笑穴。」
香港爽報的張居給予四個讚，他說：「它每次的粵語配音真的相當精采。《冰》系列最精采處，是不會特別修改對白大綱，卻在語氣和字眼上着手，加入抵死潮語，令電影本身成為一時人氣商品。」

### 票房
美国首周末收获4600万美元，名列第一位。香港首周收获$12,452,528，名列第一位。中国大陆收获4.47亿人民币。最终北美收获1.61亿，其他地区累计7.15亿，全球票房为8.77亿美元。
| 上一届： 《超凡蜘蛛侠》 | 2012年美國週末票房冠軍 第28周                   | 下一届： 《蝙蝠侠：黑暗骑士崛起》 |
| 上一届： 《超凡蜘蛛侠》 | 2012年香港一週票房冠軍 第28週（7月9日—7月15日） | 下一届： 《蝙蝠侠：黑暗骑士崛起》 |
| 上一届： 《四大名捕》   | 2012年中国内地一周票房冠军 第30周 第31周        | 下一届： 《聽風者》               |